# John A. Choi Jae-seon
John A. Choi Jae-seon (최재선 요한 en coreano) (7 de enero de 1912 - 3 de junio de 2008) fue un prelado surcoreano de la Iglesia católica.
Jae-seon nació en Ulsan, Corea del Sur, y fue ordenado sacerdote el 11 de junio de 1938 en la Diócesis de Pusan. Jae-seon fue designado vicario apostólico de la Diócesis de Pusan, así como obispo titular de Fussala el 26 de enero de 1957, siendo ordenado el 26 de mayo de 1957. Fue nombrado obispo de la Diócesis de Pusan el 10 de marzo de 1962, pero renunció el 19 de septiembre de 1973, después de ser nombrado obispo titular de Tanaramusa.
Jae-Seon murió el 3 de junio de 2008 a la edad de 96 años.